# Porto (città antica)
Porto (in latino Portus) era l'agglomerato urbano situato a nord di Ostia sulla riva destra del Tevere e sul litorale tirrenico; costituiva il porto dell'antica Roma, e corrisponde all'attuale Fiumicino.

## Fase claudiana
Il primo scalo costiero di Roma fu quello fluviale alla foce del Tevere presso Ostia. All'imperatore Claudio si deve la volontà di costruire un complesso portuale più ampio e sicuro, individuando il sito adatto a circa 4 chilometri a nord di Ostia. Tale complesso, definito Portus proprio in virtù della sua funzione, occupava un'area di circa 70 ettari ed era dotato di due lunghi moli aggettanti sul mar Tirreno, con un'isola artificiale ed un faro; per costruire quest'ultimo venne riempita la nave che aveva trasportato dall'Egitto il grande obelisco utilizzato per decorare la spina del Circo di Nerone, ora in Piazza San Pietro. In un'epigrafe databile al 46, Claudio afferma di aver realizzato dei canali derivati dal Tevere per agevolare i lavori del porto, precisando di aver contribuito in tal modo a liberare Roma dal pericolo di esondazione del fiume. Sempre a Claudio è ascrivibile la sistemazione della via Portuense come asse di collegamento tra il complesso portuale e Roma, lunga circa 15 miglia (24 km).
«(...) l'idea di un porto Ostiense (...) fu messa in atto dall'imperatore Claudio che nel 42 pose mano ai lavori, così difficili e costosi da far dubitare ai Romani dell'esito felice dell'impresa (...), occorsero 12 anni, sicché non Claudio poté inaugurarlo, ma Nerone nel 54 che volle su alcune monete tramandata l'effige del nuovo Portus Augusti». Porto presentava diversi vantaggi rispetto ad Ostia: era un porto marittimo e non fluviale, dunque permetteva l'attracco di navi di grande pescaggio, al contrario dello scalo ostiense, che necessitava di travaso di merci al largo; era riparato rispetto ai venti di sud-ovest, così da proteggere le imbarcazioni all'ancora. Tuttavia l'ampiezza del bacino non consentiva una protezione completa, e la mancanza di un flusso interno comportava un precoce insabbiamento dello scalo, che quindi necessitava di frequenti ed onerose operazioni di dragaggio.
| Porto di Claudio (terminato da Nerone) | Porto di Claudio (terminato da Nerone) | Porto di Claudio (terminato da Nerone)                                                                               | Porto di Claudio (terminato da Nerone) | Porto di Claudio (terminato da Nerone) | Porto di Claudio (terminato da Nerone)       | Porto di Claudio (terminato da Nerone) |
| Immagine                               | Valore                                 | Dritto | Rovescio | Datazione                              | Peso; diametro                               | Catalogazione                          |
| -------------------------------------- | -------------------------------------- | --- | --- | -------------------------------------- | -------------------------------------------- | -------------------------------------- |
|                                        | sesterzio                              | NERO CLAVD CAESAR AVG GER P M TR P IMP P P, testa laureata di Nerone verso destra, con un globo alla base del busto; | AUGUSTI (in alto) S PORTO S T C, porto di Claudio con sette navi; in alto si nota un faro sormontato da una statua di Nettuno; sotto la personificazione del Tevere sdraiato, tiene un timone e un delfino; a sinistra un molo a forma di mezzaluna con portico ed un altare, a destra, a forma di mezzaluna, fila di frangiflutti. | 64                                     | 37 mm, 28.77 gr, 6 h (zecca di Roma antica); | RIC I 178; WCN 120.                    |

## Fase traianea
Per ovviare alle insidie delle tempeste - Tacito riporta che già nel 62, prima quindi che i lavori fossero portati a compimento, una tempesta affondò 200 navi - e alle spese di mantenimento, l'imperatore Traiano fece costruire da Apollodoro di Damasco un nuovo porto artificiale, più funzionale e più arretrato rispetto a quello di Claudio. I lavori durarono dal 100 al 112, vedendo la realizzazione di un bacino di forma esagonale con lati di 358 metri, profondo 5 metri, per 32 ettari di superficie e 2000 metri di banchina. Il bacino è tuttora visibile e facilmente identificabile, grazie alla sua forma particolare, nelle foto satellitari alle coordinate 41°46′49″N 12°15′45″E. A servizio del nuovo complesso, fu costruito un ulteriore canale nota come Fossa Traianea, oggi canale di Fiumicino, ed il collegamento ad Ostia fu assicurato da una strada a due corsie.
Il Portus Traiani fu inoltre dotato di un articolato sistema di magazzini e depositi per permettere lo stoccaggio delle merci e, mediante alcuni accorgimenti tecnici, per garantire una miglior conservazione delle derrate alimentari.
| Porto di Traiano | Porto di Traiano | Porto di Traiano | Porto di Traiano                                                                                    | Porto di Traiano | Porto di Traiano     | Porto di Traiano      |
| Immagine         | Valore           | Dritto | Rovescio                                                                                            | Datazione        | Peso; diametro       | Catalogazione         |
| ---------------- | ---------------- | --- | --------------------------------------------------------------------------------------------------- | ---------------- | -------------------- | --------------------- |
|                  | Æ Sesterzio      | IMP CAES NERVAE Traiano AVG GER DAC P M TR P COS V P P, testa laureata a destra, drappeggio sulla spalla sinistra, con mantello. | PORTVM TRAIANI, il bacino esagonale del porto di Traiano, circondato da magazzini e navi al centro. | 106-111          | 33 mm, 23.35 gr, 6 h | RIC Traianus, II 632. |

## Fase tardoantica

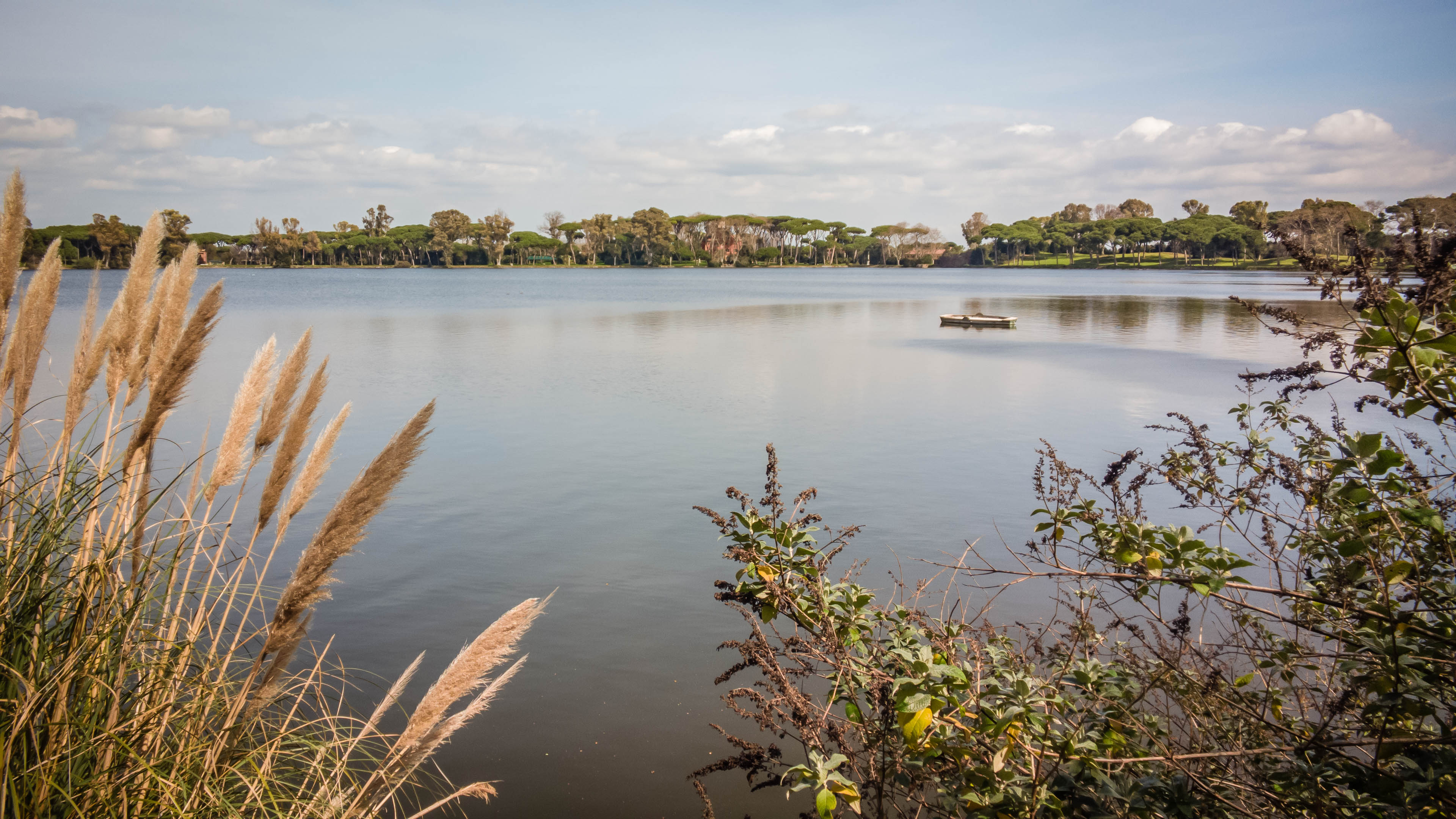
Oasi di Porto, vicino all'area archeologica.

Per lungo tempo considerato un sobborgo di Ostia, Porto divenne autonomo, con lo status di municipio, solo sotto Costantino I: da allora l'insediamento, precedentemente definito con le espressioni di Portus Ostiae o Portus Augusti, prese il nome di Civitas Flavia Constantiniana Portuensis, in onore dell'imperatore. Più comunemente venne però indicato come Portus Romae, a discapito della vicina Ostia, ormai in decadenza. Nello stesso periodo il porto fu protetto da un circuito di mura difensive.
Il complesso portuale voluto dall'imperatore Claudio si insabbiò definitivamente nel IV secolo. Porto invece subì distruzioni negli attacchi di Alarico I nel 408 e dei Vandali di Genserico nel 455, risollevandosi; Cassiodoro la descrive con molte navi ormeggiate alle banchine ed anche Procopio di Cesarea, nel VI secolo, la descrive come una città fiorente. A decretarne la fine fu l'invasione dei Goti di Vitige, nel 537, durante le fasi iniziali della Guerra Gotica. Da quel momento l'insediamento andò spopolandosi, a vantaggio dell'Episcopio di Porto e di altri centri minori nei dintorni, che offrivano maggior protezione rispetto ai pericoli provenienti dalla costa.

## La cristianizzazione
Il municipio fu interessato da un precoce processo di cristianizzazione, ulteriormente stimolato dalla politica costantiniana, e divenne sede suburbicaria di una delle antiche diocesi suffraganee attorno alla diocesi di Roma. Il primo vescovo storicamente documentato è Gregorio, che nel 314 partecipò al concilio di Arles nelle Gallie. Nel corso del IX secolo la sede episcopale e la cattedrale vennero tuttavia trasferite presso l'isola Tiberina a Roma, a causa dello spopolamento dell'area costiera, soggetta ad incursioni saracene. La sede di Porto fu unita a quella di Silva Candida da Papa Callisto II nel 1119 per formare la sede suburbicaria di Porto-Santa Rufina, affidata ad un cardinale vescovo e tuttora esistente.

## Epoca moderna
L'area di Porto rimase sostanzialmente spopolata fino all'epoca moderna, a causa dell'impaludamento che aveva interessato il tratto costiero a ridosso della foce del Tevere. Vi si trovavano alcuni agglomerati di caseggiati, per lo più a ridosso delle torri costruite a controllo e difesa dell'imbocco del fiume di Roma; erano adibiti a dogana (per chi proveniva da mare, ma anche dal Tevere), stazione di posta e punto di smistamento delle merci che, dalle navi di piccolo e medio tonnellaggio, scendevano per poi essere trasbordate a Roma. Il grande tonnellaggio veniva infatti servito dal maestoso porto papalino di Civitavecchia. Vi si trovavano anche torri di controllo, dotate di guarnigioni militari a difesa dei pericoli provenienti soprattutto dal mare. La costa era puntellata di capanne di pescatori, mentre la campagna era dominata dai grandi stagni di Maccarese (un vero e proprio "lago") e di Procopio e da una natura torreggiante e matrigna. Tutta la zona immediatamente costiera che va dall'Alto Lazio (foce del Tevere come discrimine) alla Maremma grossetana era, difatti, dominata da acquitrini e boschi costieri, fatto consentito dalla morfologia geologica e geografica dei luoghi, pianeggianti e spesso soggetti a cambiamenti della linea di costa, nonché caratterizzati da una complessa e ricca rete idrografica, regolamentata e messa a regime a partire da Pio IX, ma la cui svolta decisiva arrivò dal 1871. Nel primo decennio del XIX secolo, in prossimità della Torre Clementina, fu realizzato un vero e proprio borgo su progetto di Giuseppe Valadier - per questo definito Borgo Valadier - dal quale si sviluppò poi la città di Fiumicino.
La tenuta di Porto con l'area archeologica dovette essere ceduta dalla Camera Apostolica nel 1796 a Panfilo di Pietro che la cedette pochi anni dopo a Domenico Pallavicino che a sua volta cedette nel 1856 l'area con altre tenute limitrofe per circa 1,5 milioni di franchi ad Alessandro Torlonia, che diede inizio alla bonifica dell'intero territorio portata poi a termine dal nipote Giovanni. Con il matrimonio nel 1897 di Maria Torlonia, altra nipote di Alessandro e sorella di Giovanni, con Lorenzo Sforza Cesarini, l'area di Porto passò alla famiglia di costui che nel 1993 ha fondato l'Oasi faunistica di Porto.
Durante la Seconda guerra mondiale, fino al 6 giugno 1944, nel porto di Traiano aveva preso sede la Xª flottiglia MAS, equipaggiata con mezzi d'assalto, con lo scopo di fronteggiare lo sbarco degli alleati sul fronte di Anzio e Nettuno. I mezzi erano nascosti nel canale di collegamento, ancora oggi visibile, tra il lago esagonale e il fiume Tevere; i militari invece alloggiavano nella villa di proprietà Torlonia che si trova nella pineta circostante il lago, nell'area oggi nota come Oasi di Porto.

## Palazzo imperiale e anfiteatro
Sul lato nord-occidentale del bacino portuale traianeo è stato rinvenuto un grande palazzo di probabile proprietà imperiale. Nel 2009 è stato rinvenuto un piccolo anfiteatro capace di ospitare circa 2000 spettatori e destinato probabilmente a spettacoli privati.

## Galleria d'immagini

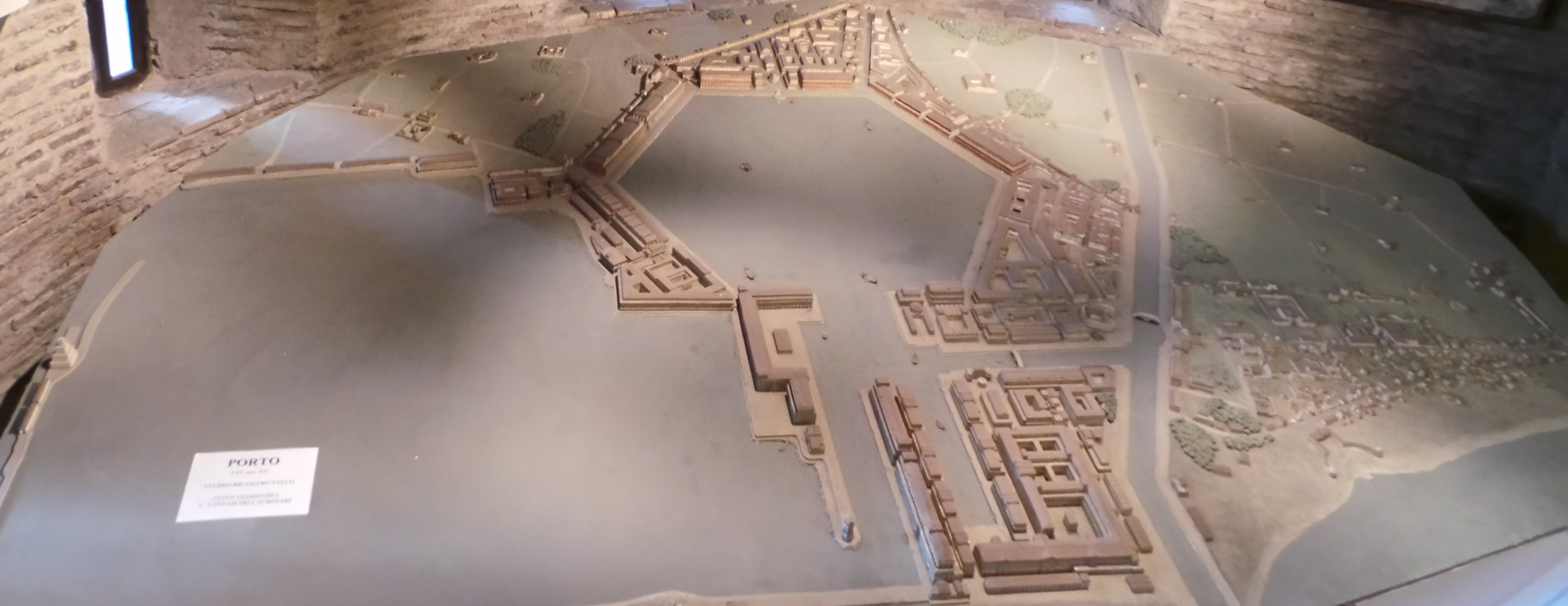
Plastico ricostruttivo di Portus, Museo della Via Ostiense a Porta San Paolo
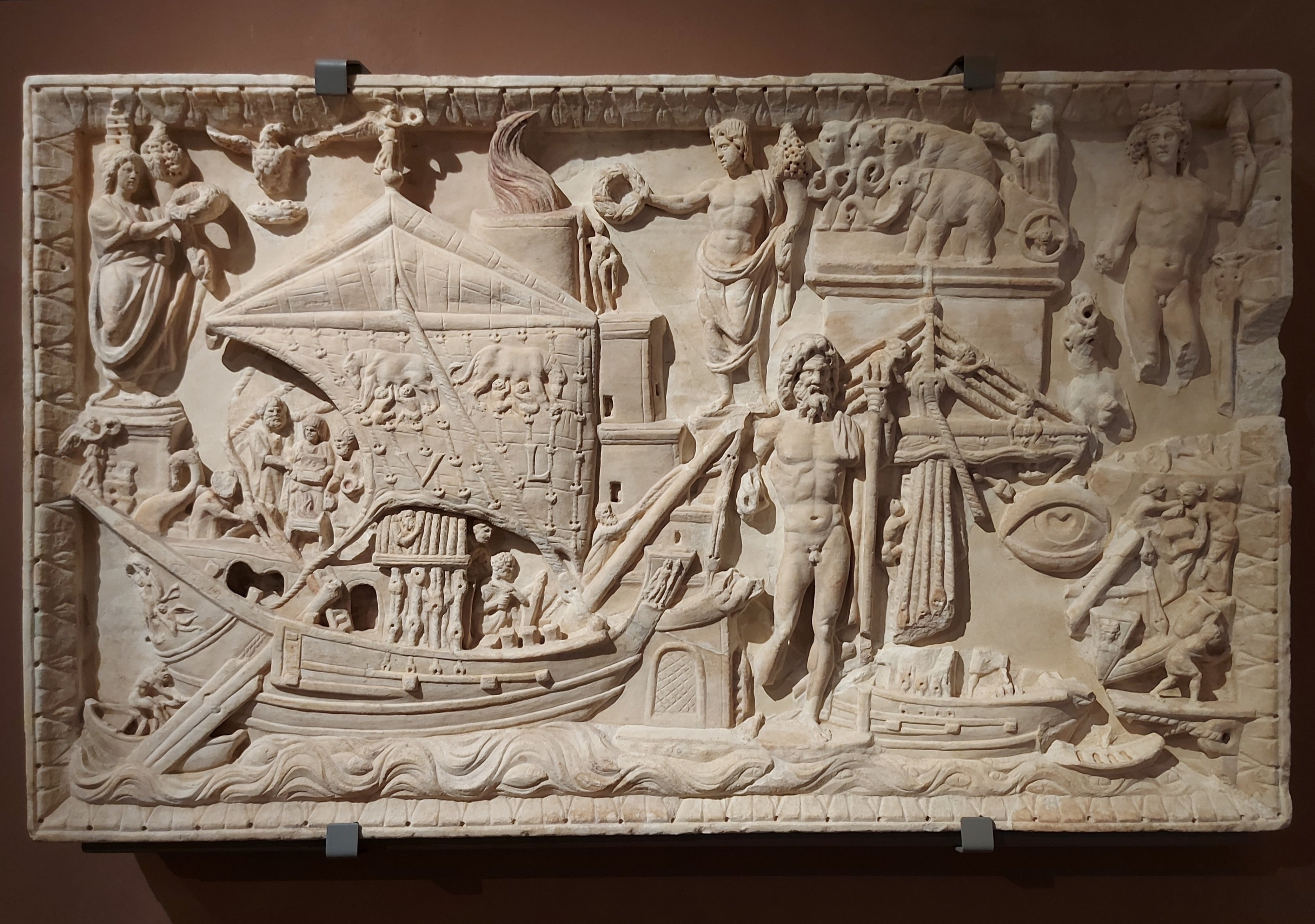
Antico rilievo marmoreo rinvenuto presso Portus, generalmente ritenuto rappresentare la città stessa.  Collezione Torlonia, inv. n. 430.
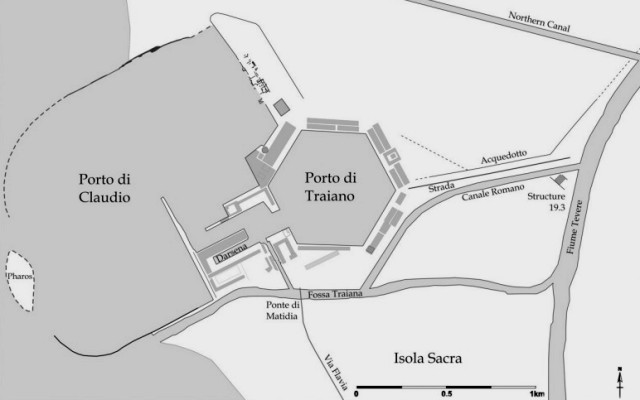
Ricostruzione planimetrica dei porti di Claudio e Traiano
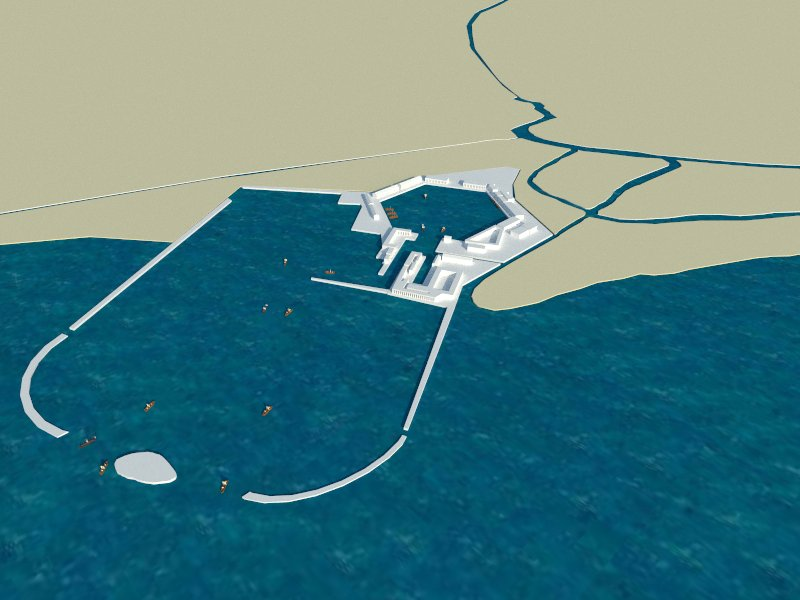
Ricostruzione tridimensionale dei porti di Claudio e Traiano
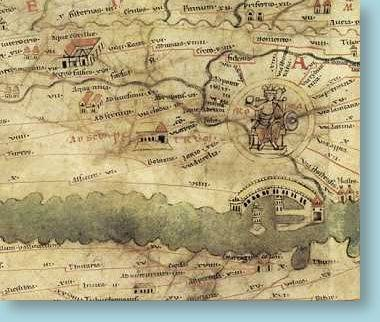
Portus nella Tabula Peutingeriana
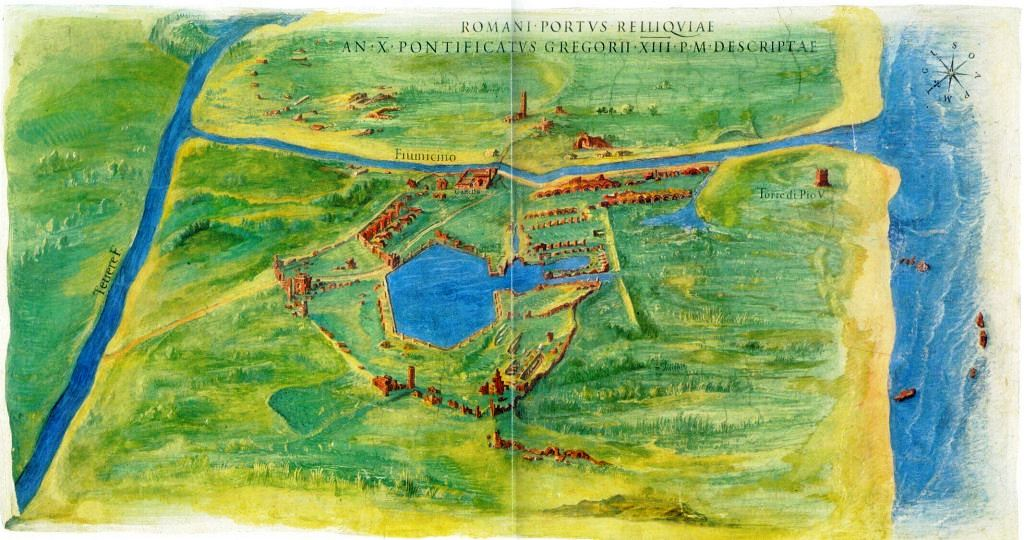
Affresco nella Galleria vaticana delle carte geografiche: Fiumicino e le rovine di Portus nel 1582
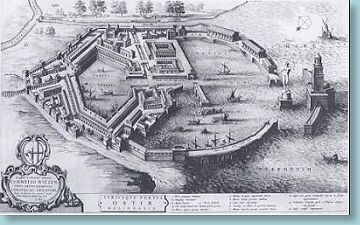
Joan Blaeu, Utriusque portus Ostiae delineatio, XVII secolo
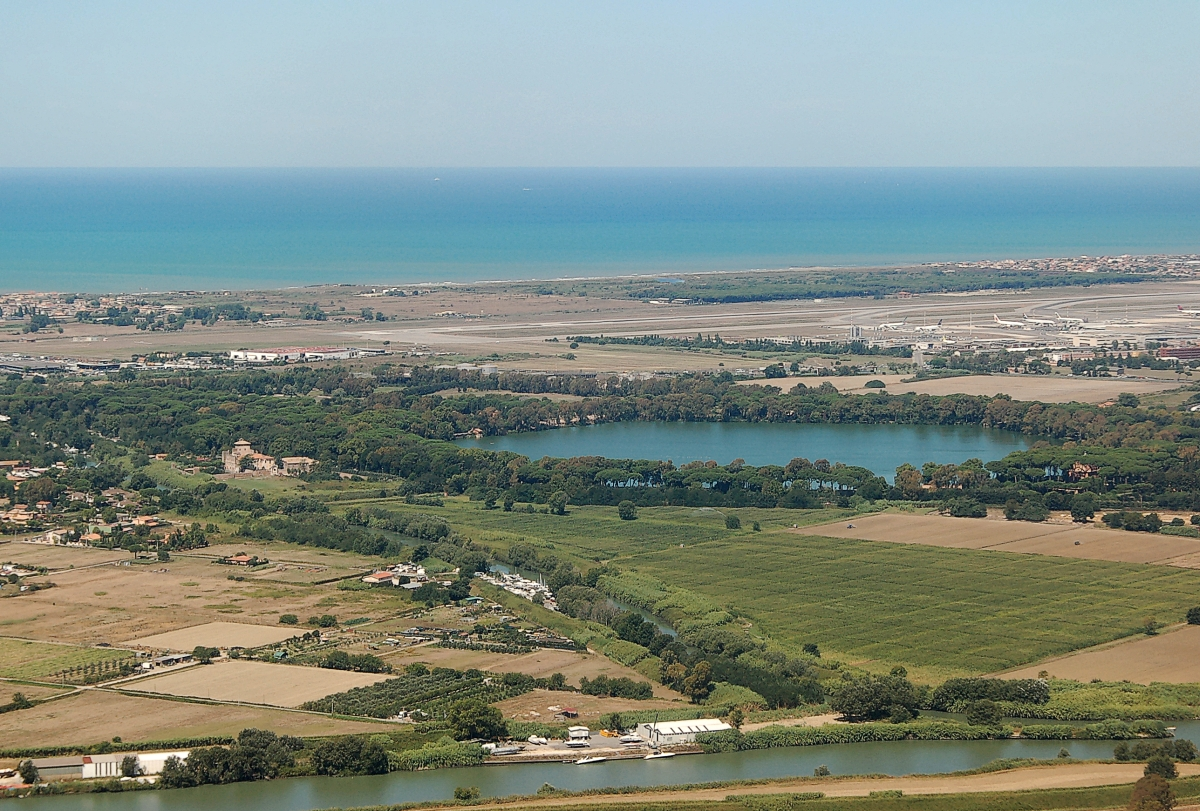
Vista del bacino esagonale nel 2011
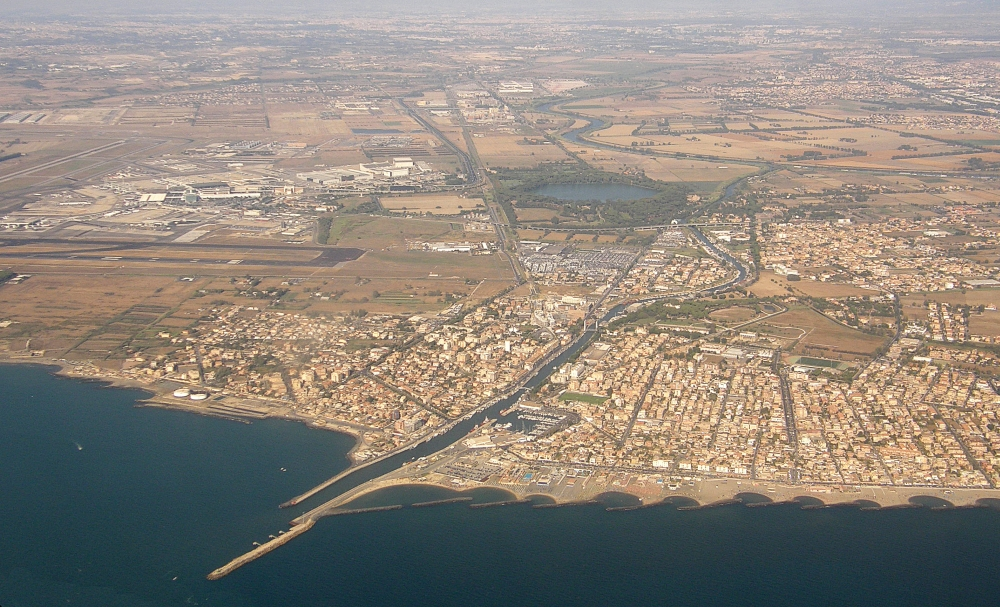
La foce odierna del Tevere, con Fiumicino, il bacino esagonale e l'Isola Sacra